# Hondje in de magnetron
Het hondje in de magnetron is een voorbeeld van een broodjeaapverhaal. Dit specifieke verhaal zou al vanaf midden jaren zeventig in verschillende varianten de ronde doen.
Een oudere dame in de Verenigde Staten droogde altijd haar kleine hondje in de oven na het wassen. Op een gegeven moment kocht zij een magnetron. Na de volgende wasbeurt droogde zij haar hondje in die magnetron. Door de verhitting explodeerde het dier. De vrouw klaagde vervolgens de fabrikant van de magnetron aan, en die werd door de rechter tot een hoge schadevergoeding veroordeeld. Sindsdien staat op de gebruiksaanwijzing van een magnetron in de VS dat je het apparaat niet mag gebruiken om er honden in te drogen.
De grond van waarheid waarop dit verhaal is gebaseerd en waarom het vaak wordt doorverteld bestaat uit twee vooroordelen over de cultuur en het rechtssysteem in de Verenigde Staten:
- Amerikanen denken nooit zelf na, alles moet ze expliciet worden verteld.
- Amerikanen slaan uit alles geld door mensen en bedrijven aan te klagen. In Amerika kan je daarom voor de minste of geringste misstap veroordeeld worden tot een torenhoge schadevergoeding die niet in verhouding staat tot het feit of de schade.

Vaak dienen punitive damage-zaken als die waarin McDonald's tot een hoge schadevergoeding werd veroordeeld wegens het serveren van te hete koffie, als inspiratie. 